# Premios Individuales de Fútbol 2015 (Europa)
Los Premios Individuales de Fútbol 2015 son Bota de Oro, Mejor Jugador del Mundo, Jugador europeo del Año y Trofeo Zamora, a los que se le añade los jugadores con más asistencias, más goles y asistencias (juntos), más partidos disputados, goleador del año (algunos premios son por temporada y algunos por año, cada premio tendrá su dato).

## Balón de Oro
Dato: Este premio se dará al mejor jugador en el año 2015 (Principalmente cuentan los goles, asistencias y competencias ganadas).
| #           | Jugador     | Club        |
| ----------- | ----------- | ----------- |
| Por Definir | Por Definir | Por Definir |
| Por Definir | Por Definir | Por Definir |
| Por Definir | Por Definir | Por Definir |

## Jugador Europeo del año
Dato: Este premio se dará al mejor jugador en el año 2015.
| #           | Jugador     | Club        |
| ----------- | ----------- | ----------- |
| Por Definir | Por Definir | Por Definir |

## Bota de Oro
Dato: Este premio se dará al jugador que más goles tenga en la temporada 2014/15.
Dato2: Los ganadores se darán a conocer al término de la temporada 2014/15 (mayo), estos jugadores son los que van en los primeros lugares por el momento, todavía no son los ganadores.
| #  | Jugador           | Club               | Goles | Puntos por Gol | Puntos en Total |
| -- | ----------------- | ------------------ | ----- | -------------- | --------------- |
| 1. | Cristiano Ronaldo | Real Madrid CF     | 45    | 2              | 90              |
| 2. | Lionel Messi      | FC Barcelona       | 41    | 2              | 82              |
| 3. | Antoine Griezmann | Atlético de Madrid | 22    | 2              | 44              |

## Más Asistencias (Premio no oficial)
Dato: Este premio se dará al jugador que más asistencias tenga en la temporada 2014/15.
Dato2: Los ganadores se darán a conocer al término de la temporada 2014/15 (mayo), estos jugadores son los que van en los primeros lugares por el momento, todavía no son los ganadores.
| #  | Jugador         | Club          | Partidos | Asistencias |
| -- | --------------- | ------------- | -------- | ----------- |
| 1. | Lionel Messi    | FC Barcelona  | 35       | 21          |
| 2. | Kevin de Bruyne | VfL Wolfsburg | 31       | 20          |
| 3. | Cesc Fàbregas   | Chelsea FC    | 31       | 18          |

## Más Goles y asistencias (Premio no oficial)
Dato: Este premio se dará al jugador que más goles y asistencias tenga en la temporada 2014/15.
Dato2: Los ganadores se darán a conocer al término de la temporada 2014/15 (mayo), estos jugadores son los que van en los primeros lugares por el momento, todavía no son los ganadores.
| #  | Jugador           | Club              | Partidos | Goles | Asistencias | Puntos (G y A) |
| -- | ----------------- | ----------------- | -------- | ----- | ----------- | -------------- |
| 1. | Lionel Messi      | FC Barcelona      | 34       | 41    | 20          | 61             |
| 2. | Cristiano Ronaldo | Real Madrid CF    | 31       | 45    | 15          | 60             |
| 3. | Jonathan Soriano  | Red Bull Salzburg | 27       | 27    | 12          | 39             |

## Trofeo Zamora
Dato: Este premio se dará al portero que más partidos tenga sin recibir gol en la temporada 2014/15.
Dato2: Los ganadores se darán a conocer al término de la temporada 2014/15 (mayo), estos jugadores son los que van en los primeros lugares por el momento, todavía no son los ganadores.
| #  | Portero         | Club             | Alineaciones | Portería Imbatida | Goles Recibidos |
| -- | --------------- | ---------------- | ------------ | ----------------- | --------------- |
| 1. | Claudio Bravo   | FC Barcelona     | 34           | 20                | 19              |
| 2. | Manuel Neuer    | Bayern de Múnich | 28           | 19                | 13              |
| 3. | Danijel Subašić | AS Monaco        | 33           | 18                | 22              |

## Más partidos disputados (Premio no oficial)
Dato: Este premio es para el jugador con más partidos disputados con su club (En cualquier competencia).
Dato2: Los ganadores se darán a conocer al término de la temporada 2014/15 (mayo), estos jugadores son los que van en los primeros lugares por el momento, todavía no son los ganadores.
| #  | Jugador         | Club           | Comp. Nacional | Comp. Internacional | Part. Disputados |
| -- | --------------- | -------------- | -------------- | ------------------- | ---------------- |
| 1. | Mathew Ryan     | Club Brujas    | 53             | 9                   | 62               |
| 2. | Toni Kroos      | Real Madrid CF | 49             | 10                  | 59               |
| 3. | Gonzalo Higuaín | SSC Napoli     | 51             | 8                   | 59               |

## Goleadores
Dato: Este premio es para el jugador que más goles haga en el año 2015 (Competencia Nacional o Internacional).
Dato2: Los ganadores se darán a conocer al término del año, estos jugadores son los que van en los primeros lugares por el momento, todavía no son los ganadores.
| #  | Jugador           | Club               | Partidos | Goles |
| -- | ----------------- | ------------------ | -------- | ----- |
| 1. | Lionel Messi      | FC Barcelona       | 18       | 23    |
| 2. | Antoine Griezmann | Atlético de Madrid | 17       | 16    |
| 3. | Pero Pejic        | FK Kukësi          | 13       | 15    |

- Datos: Q20994249